# Питана
Питана је у грчкој митологијији била нимфа, једна од најада.

## Митологија
Питана је била кћерка бога реке Еурота, која је са Посејдоном имала кћерку Евадну. Антички грчки град у Малој Азији је назван по њој.